# Stortorget
A Stortorget (pronúncia aproximada stur-tóriet; literalmente A Grande Praça) é uma praça da Gamla Stan - o centro histórico da cidade de Estocolmo, na Suécia.

É a mais antiga praça de Estocolmo, tendo a cidade crescido à sua volta. Conserva o seu carácter tradicional, estando aí localizado o edifício da Bolsa de Estocolmo, que alberga atualmente a Academia Sueca, a Biblioteca Nobel e o Museu Nobel.

Na praça Stortorget, teve lugar em 1520 o Banho de sangue de Estocolmo (Stockholms blodbad), um massacre promovido pelo rei Cristiano II da Dinamarca, no qual perderam a vida uma centena de altas personalidades suecas envolvidas numa rebelião contra a União de Kalmar.